# Ридо-Лейкс
Ридо-Лейкс — городок, расположенный в округе Лидс и Гренвилл в Восточном Онтарио, Канада. Образован 1 января 1998 года путем объединения бывших посёлков Норт-Кросби, Саут-Кросби, Бастард, Саут-Берджесс и Саут-Элмсли с деревней Ньюборо.
Ридо-Лейкс находится в северо-западном углу округа Лидс и Гренвилл и географически является крупнейшим муниципалитетом в округе. Анклавом внутри Ридо-Лейкс является посёлок Уэстпорт.
Сельское хозяйство, туризм и сфера услуг составляют основу местной экономики. Многие туристические достопримечательности в Ридо-Лейкс, в том числе исторические тропы, каменная арочная плотина у водопада Джонс и канал Ридо, также являются важной частью экономики городка.
Ридо-Лейкс включает 500 км береговой линии, за исключением канала Ридо. Сам канал пересекает городок, от высоких гранитных скал возле шлюза Чаффис до более пологих и пасторальных районов озера Нижнее Ридо.

Мемориальная доска была установлена Фондом наследия Онтарио в ознаменование основания деревни Ньюборо в связи со строительством канала Ридо в 1826—1832 годах. Бенджамин Тетт поселился здесь в 1833 году. Он открыл магазин, а затем и почтовое отделение. Ньюборо был торговым центром лесной промышленности и сельского хозяйства региона. Экономическому развитию деревни способствовала транспортировка железной руды с местных шахт по каналу Ридо на плавильные заводы в Питтсбурге и Кливленде во второй половине 19 века. Деревня Ньюборо была официально зарегистрирована в 1876 году.
- Старое школьное здание в Кросби
- Элгин
- Ломбарди
- Ньюборо

## Туризм и достопримечательности
Тропа Ридо, 300-километровая пешеходная тропа из Кингстона в Оттаву, проходит через городок. Самая высокая точка маршрута находится в заповеднике Фоли-Маунтин, который находится в городке. Тропа Катараки, железнодорожная тропа на бывшей канадской национальной полосе отвода, проходит через городок, проходя недалеко от Портленда, Элджина и замка Чаффи. Национальный исторический комплекс «Старая каменная мельница» находится в деревне Дельта.